# Junkers T 27
Junkers T 27 – niemiecki, prototypowy samolot szkolny zbudowany w wytwórni Junkers w 1925 roku, w układzie górnopłatu.

## Historia
Był przeróbką modelu T 26, w której dopuszczono możliwość montaż płata dolnego i zamontowano silnik rotacyjny o większej mocy, francuskiej firmy Clerget. Osiągi samolotu nie były zadowalające i model kończył serię górnopłatów firmy Junkers.